# Transhumància a Espanya

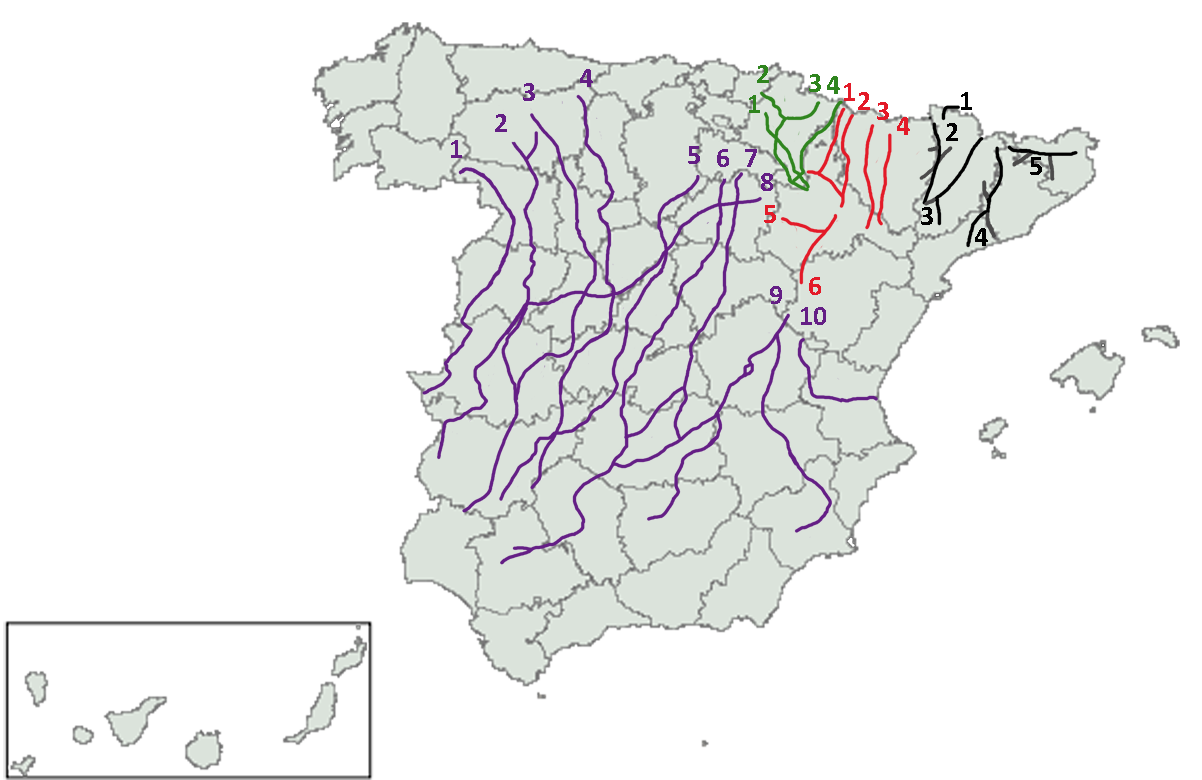
Principals vies pecuàries d'Espanya.

La transhumància a Espanya és el trasllat o 'pas' del bestiar pels seus pastors des de les deveses d'estiu a les d'hivern, i viceversa. Provocada per les fortes diferències estacionals de la península Ibèrica, la transhumància ha teixit un extens sistema de comunicacions de vies pecuàries que a l'inici del segle xxi encara subsisteix al llarg de 125.000 quilòmetres i més de 400.000 hectàrees, entre canyades, cordills, senderes i bugades.

## Orígens de la transhumància a la Península

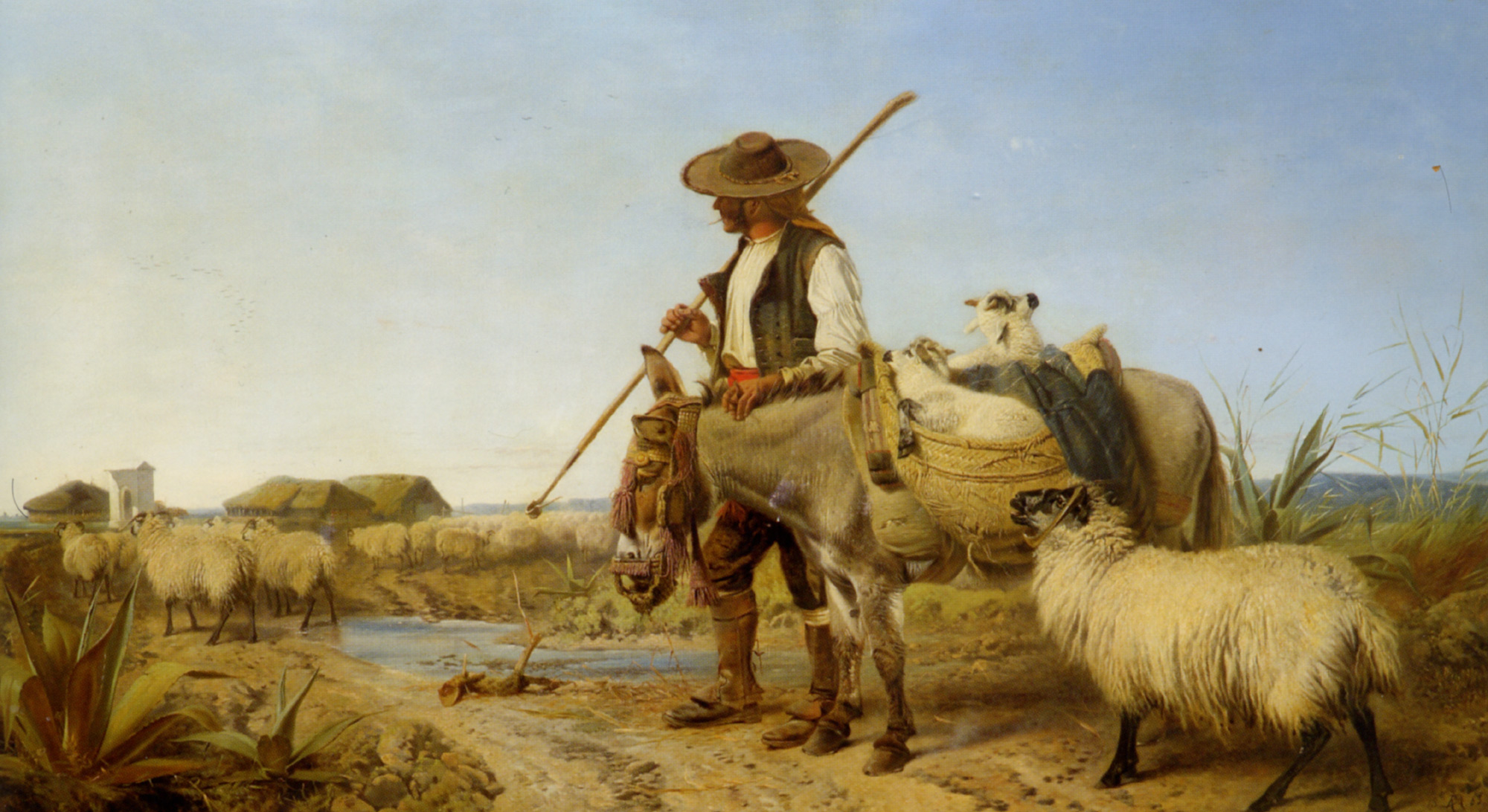
Richard Ansdell, Un pastor espanyol (1863).

Les zones meridionals de la península Ibèrica, especialment el que després seria Extremadura, van ser des de l'inici de la història la destinació dels bestiars transhumants que fugien dels rigorosos hiverns en els monts lleonesos i de les comarques fredes de Castella i Lleó. Els primers pobladors d'aquestes terres van ser pobles cèltics de pastors com els lusitans i els vetons.

## En la Hispània romana
Amb la romanització de la península Ibèrica, es va imposar el concepte de propietat del terreny dels colonitzadors. En aquell període ja existia una ruta de transhumància a l'oest peninsular, que marcada per una calçada, va esdevenir la Via de la Plata. Reflex de la seva importància estatal pot considerar-se el fet que figuri el nom de l'emperador August a les dues ciutats a cada extrem de la calçada: Augusta Emerita (Mèrida) i Asturica Augusta (Astorga).

## Apogeu de la transhumància

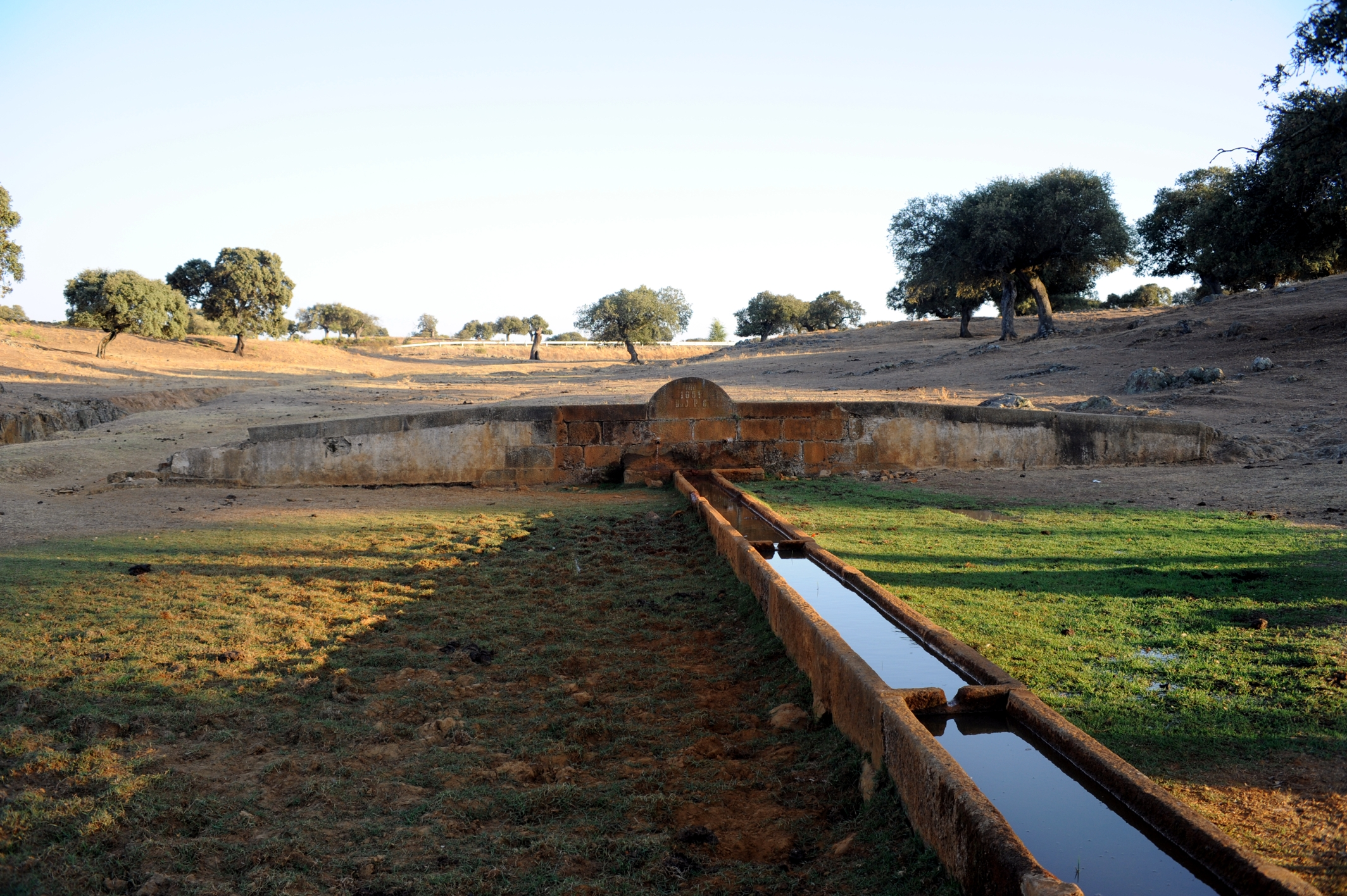
Font Luenga, Ceclavín (Càceres). Al llarg de les canyades i cordills, se succeeixen nombroses construccions per facilitar la labor dels pastors.

Durant l'edat mitjana, la ramaderia va ser l'activitat econòmica predominant. En zona de guerra l'agricultura és difícil que prosperi, mentre que els bestiars es poden treure de l'àrea en conflicte amb major facilitat.
Per la seva importància econòmica, el rei Alfons X el Savi va crear en 1273 "L'Honrat Consell de la Mesta", on es fixen els privilegis i interessos dels ramaders sobre els agricultors. Privilegi que a la llarga produiria els consegüents trastorns ecològics i una visceral antipatia entre tots dos sectors de l'economia espanyola.

## Eix difusor de la cultura pastoral
El pas i permanència temporal de pastors va servir d'eix difusor de la "cultura pastoral" a Espanya, produint una síntesi amb la barreja de diferents maneres de vida i coneixements durant uns mesos.

S'estableix així una cultura amb trets comuns entre diferents àrees que quedarà reflectida en diferents manifestacions: culinàries (calderetas, molles), artesanals (decoració en utensilis i estris), arquitectòniques (apriscs, chozos, corrals), musicals (en cobles i cantessis), a més de les específiques en el maneig d'animals.

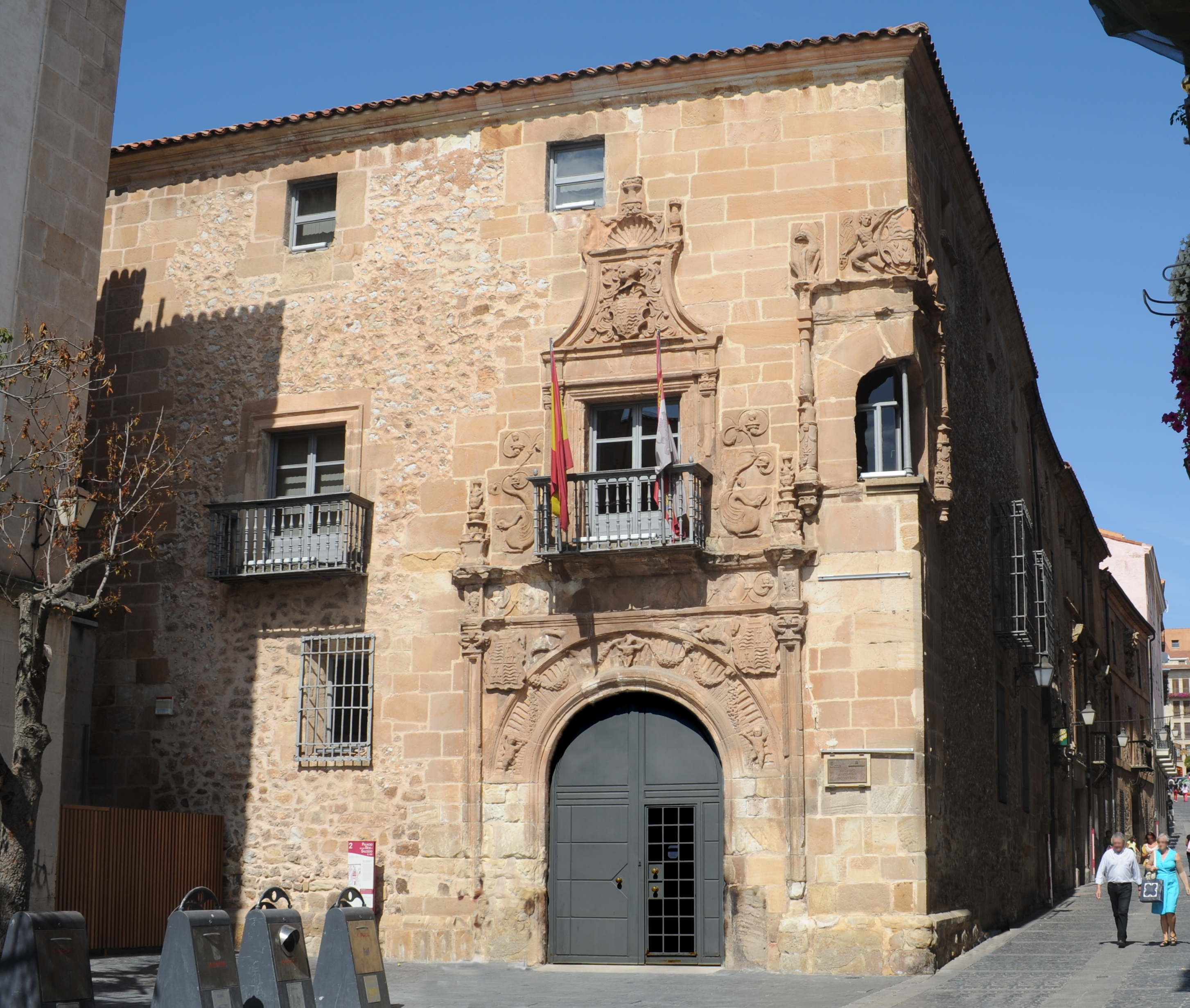
Palau dels Rius i Salcedo en Sòria, en el qual s'aprecien les influències de l'arquitectura extremenya.

| « | Ja es van els pastors a l'Extremadura, ja es queda la serra trista i fosca. Ja es van els pastors, ja es van marxant més de quatre zagales queden plorant. Ja es van els pastors cap a la majada, ja es queda la serra trista i callada. Ja es van els pastors, tornaran cantant, els amors que deixen ara plorant. Cançó popular | » |

La influència cultural de la transhumància transcendeix a tots els nivells de la societat, exemple d'això és el palau dels Rius i Salcedo a la ciutat castellana de Sòria, manat construir el 1549 per Alfonso de Ríos i Salcedo, noble. La principal activitat econòmica de la qual va ser la ramaderia transhumant. L'estil arquitectònic d'aquest edifici està clarament influït pels palaus renaixentistes cacerenys, destinació hivernal dels seus ramats transhumants.

## Decadència
Acabada la Reconquesta, la societat sedentària es va fer forta i la transhumància va anar perdent embranzida. La seva importància econòmica va anar disminuint enfront de l'agricultura. La Mesta, símbol de l'edat daurada de la transhumància, va ser abolida el 1836.
A partir de mitjans del segle xix amb la introducció a Espanya del ferrocarril, la transhumància es va realitzar en trens de mercaderia, perdent de manera dràstica tot el valor cultural i el seu perfil romàntic. Més tard, el tren va ser substituït al seu torn pel transport per carretera en camions ramaders. Malgrat això, encara en els anys 1950, un important sector de l'economia ovina, especialment el de merinos continuava realitzant-se a peu.
Com en tot capítol de pes històric, la transhumància, a mesura que desapareix com a fenomen ramader i econòmic, desperta el creixent estudi per etnógrafs en el camp de l'etnologia. Les localitats de Malpartida de Càceres (Càceres), Oncala (Sòria) i Guadalaviar (Terol) han creat museus dedicats a la transhumància.
A l'inici del segle xxi, l'extens sistema de comunicacions de 125.000 km de vies pecuàries ha estat reciclat en rutes de senderisme, i eventualment usat encara pels últims pastors transhumants.